# St. Heinrich (Neumark)

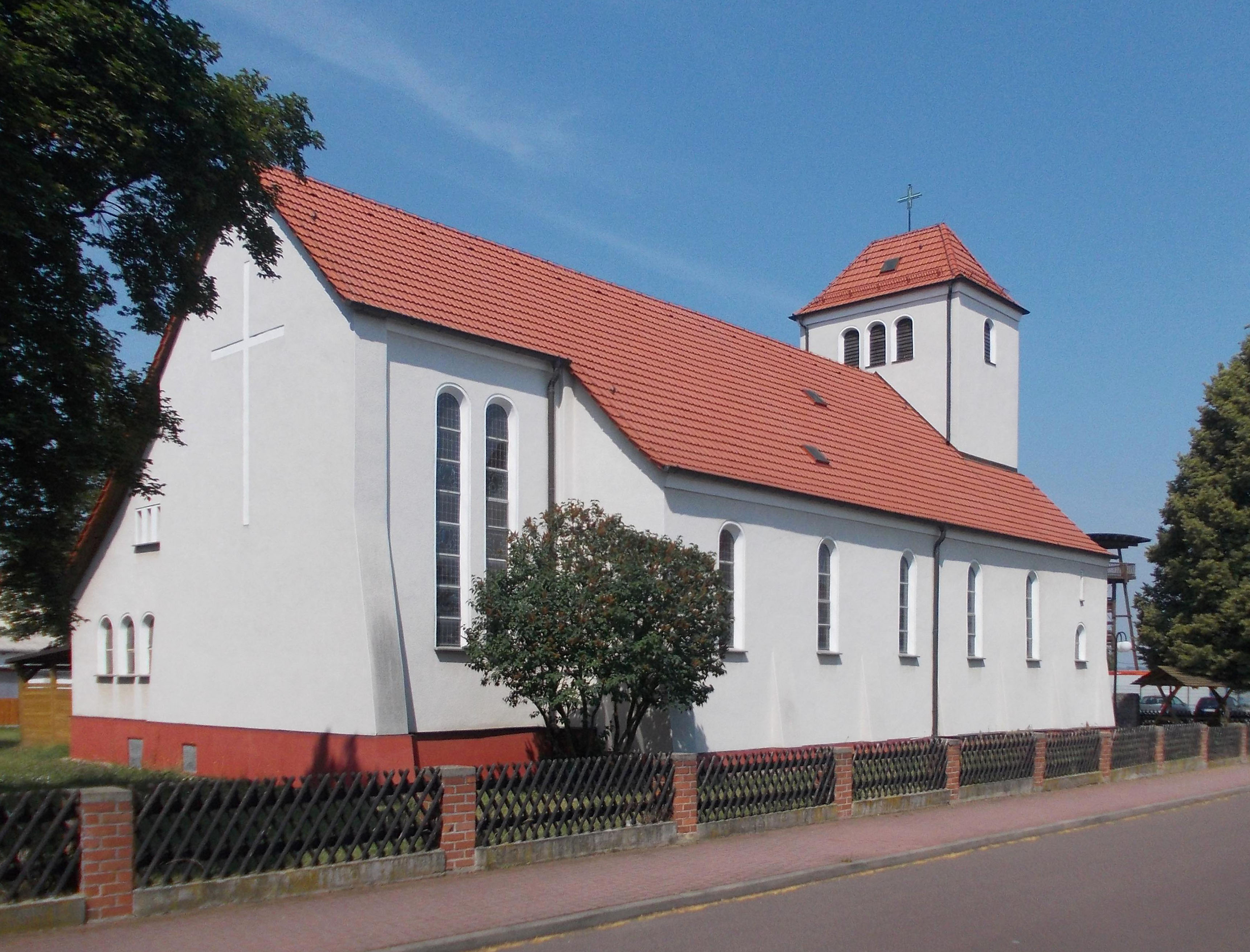
Ansicht von Südosten

St. Heinrich ist die römisch-katholische Kirche in Neumark, einem Ortsteil der Stadt Braunsbedra im Saalekreis in Sachsen-Anhalt. Die nach dem heiligen römisch-deutschen Kaiser Heinrich II. benannte Kirche gehört zur Pfarrei St. Norbert mit Sitz in Merseburg im Bistum Magdeburg. Das Kirchengebäude steht als Baudenkmal unter der Erfassungsnummer 094 20449 unter Denkmalschutz.

## Geschichte
Nachdem Georg der Bärtige, Herzog des albertinischen Sachsens, der Luthers Lehren ablehnend gegenüberstand, im Jahre 1539 verstorben war, wurde, von 1539 bis 1541 in Neumark, das damals zum Bistum Halberstadt gehörte, die Reformation eingeführt.
Im dadurch protestantisch geprägten Geiseltal ließen sich um 1900 wieder Katholiken nieder, die auf den Gutshöfen und in den Zuckerfabriken der Region Arbeit gefunden hatten. Sie kamen aus katholischen Gebieten wie dem Eichsfeld, aus Bayern und Westfalen sowie aus Polen und gehörten zunächst zur Pfarrei Merseburg. Vom 21. Dezember 1902 an hielt ein Kaplan aus Merseburg in einem ehemaligen Schafstall in Naundorf katholische Gottesdienste ab.
Bis zum Ersten Weltkrieg entstanden im Geiseltal mehrere Tagebaue zur Gewinnung vom Braunkohle, die weitere Arbeitskräfte anzogen. Bereits vor dem Ersten Weltkrieg wurde in Wernsdorf ein Bauplatz für eine Kirche erworben, zu einem Kirchbau kam es durch den Ersten Weltkrieg und die Deutsche Inflation 1914 bis 1923 jedoch nicht.
1924 wurde in Neumark das Grundstück, auf dem die heutige Kirche steht, erworben. Der Bau der Kirche, die bereits das Patrozinium des heiligen Heinrich bekam, begann 1925. Am 6. Dezember 1925 fand die Kirchweihe durch Caspar Klein, den Bischof des Bistums Paderborn, zu dem Neumark damals gehörte, statt.
Am 16. Februar 1926 folgte die Errichtung der Filialvikarie Neumark. Erster Pfarrvikar war Heinrich Baumheuer, der bis 1930 in Neumark tätig war.
Kurz vor Ende des Zweiten Weltkriegs, am 8. April 1945, wurden die St.-Heinrichs-Kirche sowie ihr Pfarrhaus durch einen Luftangriff zerstört. 1946 erbaute sich die Kirchengemeinde eine Baracke als Notkirche. Am 1. Oktober 1948 erfolgte die Erhebung der bisherigen Filialvikarie zur Filialkirchengemeinde, zur Pfarreierhebung kam es nicht. 1950 begann nach Plänen des Architekten Johannes Reuter aus Bitterfeld der Wiederaufbau der Kirche in ihrer jetzigen Form, der 1951 durchgeführt wurde. 1952 folgte die Konsekration der Kirche durch Erzbischof Lorenz Jaeger aus dem Erzbistum Paderborn, zu dem damals Neumark gehörte.
1971 gehörten zur Pfarrvikarie Neumark 950 Katholiken. 1981 schlossen sich die Kirchengemeinden Neumark und Großkayna zu einem Pfarrverband zusammen. Am 8. Juli 1994 wurde das Bistum Magdeburg gegründet, dem Neumark seitdem angehört. 1996 kam noch Mücheln zum Pfarrverband hinzu.
Am 1. September 2007 wurde der Gemeindeverbund Merseburg – Bad Dürrenberg – Leuna – Großkayna – Schkopau – Braunsbedra/Neumark – Bad Lauchstädt – Langeneichstädt – Mücheln errichtet. Damals gehörten zur Pfarrvikarie Braunsbedra/Neumark nur noch rund 220 Katholiken.
Aus dem Gemeindeverbund entstand am 2. Mai 2010 die heutige Pfarrei St. Norbert mit Sitz in Merseburg, zu der neben der St.-Heinrichs-Kirche in Neumark auch die Kirchen St. Bonifatius in Bad Dürrenberg, Maria Regina in Bad Lauchstädt, Christkönig in Leuna und St. Norbert in Merseburg gehören. Die damals ebenfalls zur Pfarrei St. Norbert gehörenden Kirchen Hl. Drei Könige in Großkayna, St. Bruno in Langeneichstädt, St. Ulrich in Merseburg, Herz Jesu in Neubiendorf und St. Anna in Schkopau wurden inzwischen profaniert.
Am 11. Juni 2011 wurde die St.-Heinrichs-Kirche die erste Radwegekirche des Bistums Magdeburg.

## Architektur

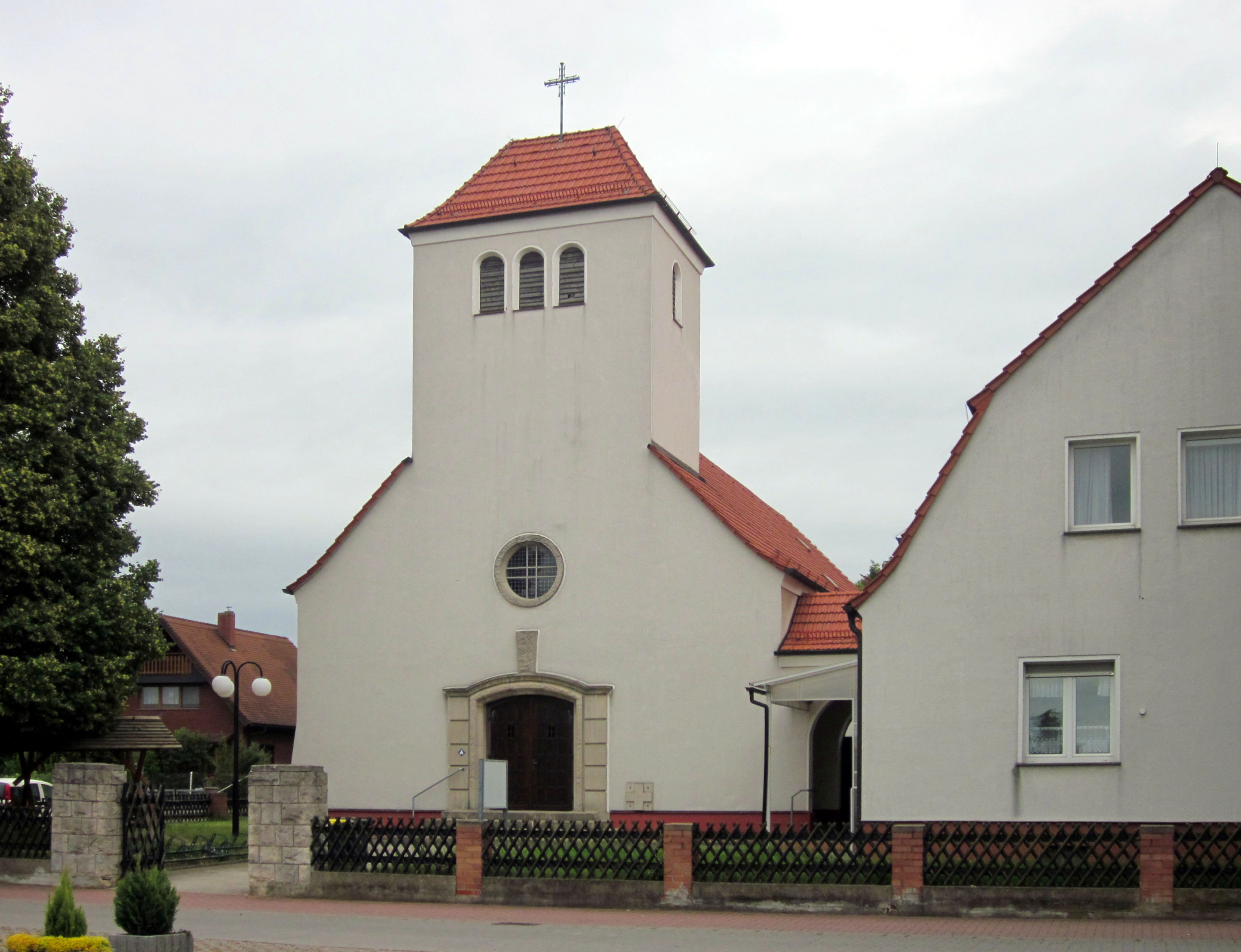
Ansicht von Nordwesten, rechts im Bild das Pfarrhaus

Die Kirche steht an der Ecke Geiseltalstraße/Bergmannsring, rund 200 Meter vom Ufer des Geiseltalsees entfernt. Aus dem Nordgiebel des verputzten Langhausbaus ragt der rechteckige Kirchturm mit seinem kreuzbekrönten Walmdach heraus.
Das Gotteshaus ist mit einem Satteldach eingedeckt und wird durch ein Portal an der Nordseite erschlossen. Der Altarraum wird durch ein Kruzifix an seiner Rückwand dominiert, darunter steht der Tabernakel mit dem Ewigen Licht. Der Schutzpatron der Kirche, der heilige Heinrich, wird in einem Buntglasfenster im Altarraum dargestellt. Neben dem Altarraum stehen links eine Statue der Schutzmantelmadonna und rechts der Taufstein.